# Campionato mondiale cadetti di scherma 2014
Il Campionato mondiale cadetti di scherma del 2014 ("2014 World Cadets Fencing Championships") è stato organizzato dalla Federazione internazionale della scherma e si è svolto a Plovdiv in Bulgaria dal 3 al 12 aprile.
Nel fioretto, si sono aggiudicati i titoli del campionato mondiale il polacco Andrzej Rzadkowski, che ha battuto in finale lo statunitense George Haglund, e la russa Marta Martyanova che ha avuto la meglio sulla statunitense Sabrina Massialas.
Nella spada il magiaro Patrik Esztergalyos ha battuto in finale lo statunitense Justin Yoo, ottenendo il titolo mondiale cadetti maschile, mentre tra le donne l'italiana Eleonora De Marchi ha superato la magiara Kinga Nagy.
Nella sciabola il russo Ivan Ilyin prevale sul greco Marios Giakoumatos, mentre la russa Alina Moseyko ha battuto la messicana Julieta Toledo.

## Podi

### Uomini
| Specialità  | Oro                 | Argento            | Bronzo                            |
| Individuali |                     |                    |                                   |
| Fioretto    | Andrzej Rzadkowski  | George Haglund     | Guillaume Bianchi Enguerand Roger |
| Spada       | Patrik Esztergalyos | Justin Yoo         | Dylan French Gergely Tòth         |
| Sciabola    | Ivan Ilyin          | Marios Giakoumatos | Konstantin Lokhanov Karol Metryka |

### Donne
| Specialità  | Oro                | Argento           | Bronzo                        |
| Individuali |                    |                   |                               |
| Fioretto    | Marta Martyanova   | Sabrina Massialas | Claudia Borella Flora Pasztor |
| Spada       | Eleonora De Marchi | Kinga Nagy        | Åsa Linde Catherine Nixon     |
| Sciabola    | Alina Moseyko      | Julieta Toledo    | Misaki Emura Eunhye Jeon      |

## Medagliere
| Pos.   | Nazione       | Oro | Argento | Bronzo | Totale |
| ------ | ------------- | --- | ------- | ------ | ------ |
| 1      | Russia        | 3   | 0       | 1      | 4      |
| 2      | Ungheria      | 1   | 1       | 2      | 4      |
| 3      | Italia        | 1   | 0       | 2      | 3      |
| 4      | Polonia       | 1   | 0       | 0      | 1      |
| 5      | Stati Uniti   | 0   | 3       | 2      | 5      |
| 6      | Messico       | 0   | 1       | 0      | 1      |
| 6      | Grecia        | 0   | 1       | 0      | 1      |
| 8      | Corea del Sud | 0   | 0       | 1      | 1      |
| 8      | Giappone      | 0   | 0       | 1      | 1      |
| 8      | Canada        | 0   | 0       | 1      | 1      |
| 8      | Francia       | 0   | 0       | 1      | 1      |
| 8      | Svezia        | 0   | 0       | 1      | 1      |
| Totale | Totale        | 6   | 6       | 12     | 24     |